# Popillia insularis
Popillia insularis är en skalbaggsart som beskrevs av Lewis 1895. Popillia insularis ingår i släktet Popillia och familjen Rutelidae. Inga underarter finns listade i Catalogue of Life.